# Tradicionalismo político (España)

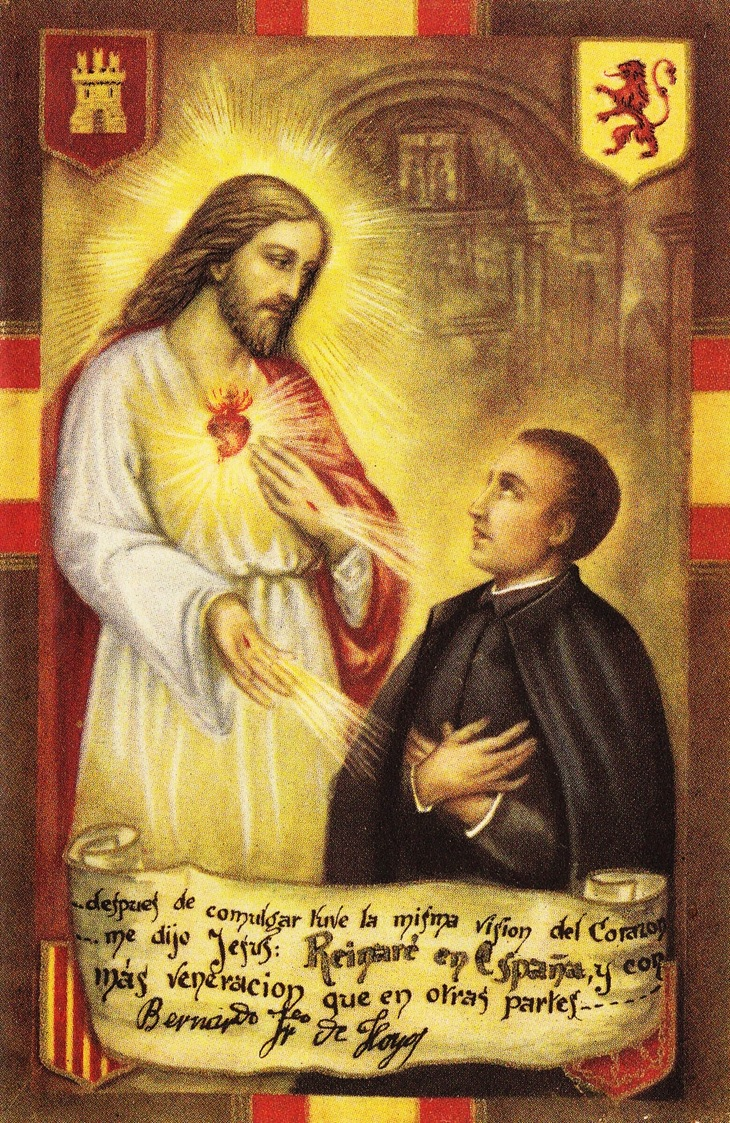
«Reinaré en España», Gran Promesa del Sagrado Corazón de Jesús al padre Hoyos, aludida históricamente por los tradicionalistas españoles para reivindicar en España el reinado social de Jesucristo.

En relación con la organización del Estado y la sociedad, tradicionalismo es, según la actual definición de la Real Academia Española, el «sistema político que consiste en mantener o restablecer las instituciones antiguas». El diccionario esencial de la lengua española del Grupo Santillana lo define a su vez como el «sistema político surgido en Europa en el siglo XIX que defendía el mantenimiento o restablecimiento del Antiguo Régimen» y le da como sinónimo el término ultramontanismo.
En España generalmente se ha identificado el tradicionalismo con el realismo, el carlismo y el integrismo, si bien se han considerado también exponentes del tradicionalismo los pensadores llamados neocatólicos del reinado de Isabel II, además de algunos autores vinculados a la derecha
reaccionaria de la Restauración y la Segunda República. El tradicionalismo español se destacó especialmente por la defensa de la monarquía tradicional y de la unidad católica de España.

## Definición de la Enciclopedia Espasa
La voz Tradicionalismo de la Enciclopedia Universal Ilustrada Europeo-Americana, publicada en 1928, definió el término tradicionalismo en política —en sentido amplio— como el sistema social y político opuesto al liberalismo. El tradicionalismo fundamentaba el régimen social y político de España en los principios tradicionales de la religión católica y de la monarquía católica pura, rechazando absolutamente los de la separación entre la Iglesia y el Estado, la soberanía popular, el sufragio universal y la «libertad sin trabas preventivas», según expresión de la Espasa. En este sentido, estaban dentro del tradicionalismo el carlismo, el integrismo y el llamado catolicismo social. Sin embargo, en sentido estricto esa palabra se ha aplicado solo al carlismo, por ser este el que desde más antiguo y con más intransigencia ha defendido esos principios, uniendo a esta defensa la de los derechos que han afirmado tener al trono Carlos María Isidro de Borbón (hermano de Fernando VII) y sus sucesores, sosteniéndolos unos y otros con las armas en diversas ocasiones.
De acuerdo con la Enciclopedia Espasa, el carlismo fue en España el primer tradicionalismo y el tradicionalismo por antonomasia, siendo las demás tendencias tradicionalistas ramas separadas o derivadas del mismo, diferenciándose de él únicamente en no hacer cuestión capital la de los derechos de la rama proscrita de los Borbones españoles a la Corona. De modo que desde el Sexenio Democrático y hasta la primera escisión, que fue la del integrismo o nocedalismo, el tradicionalismo fue una sola y misma cosa con el carlismo, legitimismo o comunión católico-monárquica, que todos estos cuatro nombres recibió, dándosele el primero y el cuarto atendiendo al contenido doctrinal, social y político, y el segundo y tercero, a la cuestión dinástica.

## Historia y doctrina

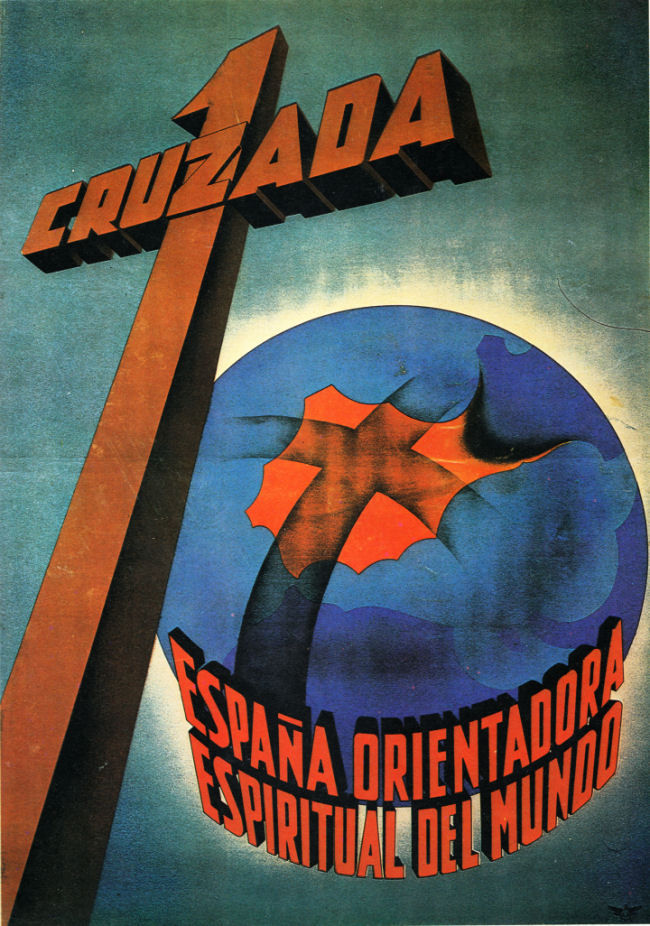
Propaganda del llamado bando nacional, que definió la guerra civil española como una Cruzada.

El tradicionalismo español es una corriente de pensamiento político e ideológico que se desarrolló en España a lo largo de los siglos xix y xx, caracterizada por su defensa del orden social católico, la monarquía tradicional, la unidad religiosa y la crítica al liberalismo, la democracia moderna y el secularismo. A diferencia de otros conservadurismos europeos, el tradicionalismo español no aspira a moderar el cambio, sino a restaurar un orden previo al constitucionalismo liberal. Es el pensamiento político que defiende la tradición política de España como encarnación del orden natural cristiano.
La invasión francesa y las Cortes de Cádiz son el hecho histórico que motivó una revisión de las posiciones políticas en España. En la Constitución de 1812 quedó definida la posición inicial del liberalismo español, del que derivaría a lo largo del siglo XIX el liberalismo progresista y democrático. La posición del tradicionalismo cuajaría en un amplio programa de reformas políticas presentado a Fernando VII a su regreso del destierro y que fue conocido con el nombre de «Manifiesto de los Persas». El heredero político de este ideario será el carlismo.

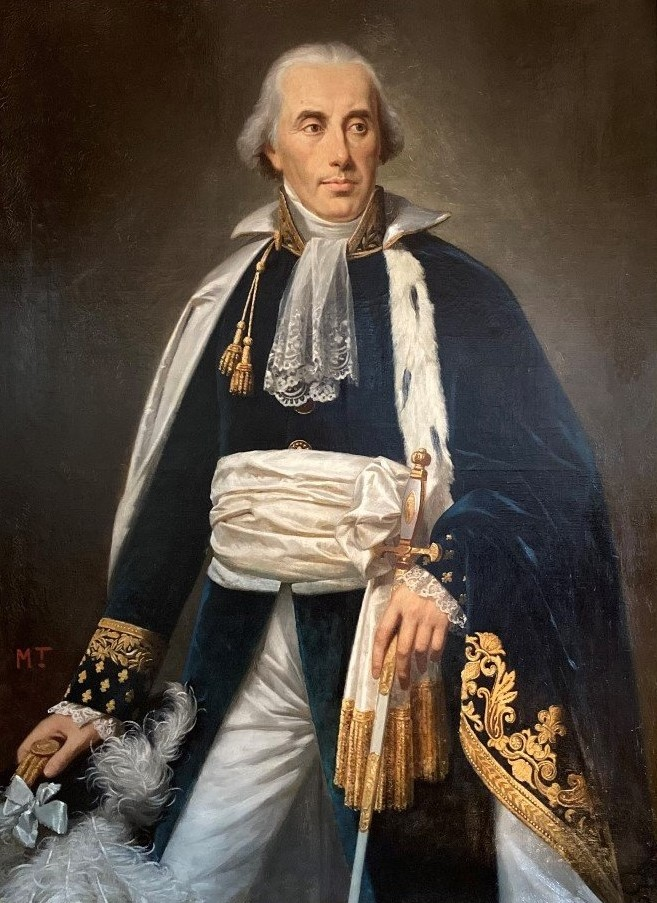
Louis de Bonald (1754-1840)

El término “tradicionalista” como tal aparecería décadas después, importado de Francia. En el país galo se aplicaba a la escuela de pensamiento representada por el vizconde de Bonald (antítesis de Jean-Jacques Rousseau), el conde de Maistre y más tarde el periodista Louis Veuillot, opuesta al racionalismo y a las ideas de la Ilustración que desembocaron en la Revolución Francesa y las revoluciones europeas de 1848. Dicha escuela defendía la soberanía divina, la autoridad monárquica y el orden social tradicional frente a los principios liberales que empezaban a imperar en la política.
Comenzó a emplearse en España a mediados del siglo XIX para designar a los políticos o periodistas tildados de “neocatólicos” que, influenciados por la corriente francesa y por los escritos de Jaime Balmes y Juan Donoso Cortés, defendían esos mismos planteamientos. Sin embargo, según Gumersindo Laverde, los tradicionalistas españoles tomaron pronto otra inspiración, particularmente en la escolástica, que nunca había desaparecido de los seminarios españoles y se retomó por entonces con nuevos bríos.
En la década de 1860 la Real Academia de Ciencias Morales y Políticas usaba indistintamente las denominaciones de “neo-católico” y “tradicionalista”, no entendiendo sino una misma cosa por ambas. Sin embargo, con el tiempo, el adjetivo “tradicionalista” se fue vinculando de manera más concreta al carlismo, que reapareció pujante tras la revolución de 1868 y canalizó estas ideas en una agrupación política activa y organizada. De hecho, desde finales del siglo XIX “carlismo” y “tradicionalismo” pasaron a ser sinónimos y la organización del carlismo tomó el nombre de Comunión Tradicionalista.
Dentro del carlismo, que propugnaba una contrarrevolución frente a las reformas liberales que destruían el orden tradicional, la propuesta política giraba en torno a la monarquía tradicional, que no era absolutista sino representativa de los cuerpos intermedios, con Cortes estamentales o gremiales, enraizada en la idea tomista de ley natural y en la doctrina social de la Iglesia. Para los tradicionalistas, la monarquía debía ser orgánica, jerárquica, subsidiaria y católica. El carlismo entendía la historia como una lucha entre tradición y revolución, siendo esta última identificada con el protestantismo, la Ilustración, el liberalismo y el marxismo.

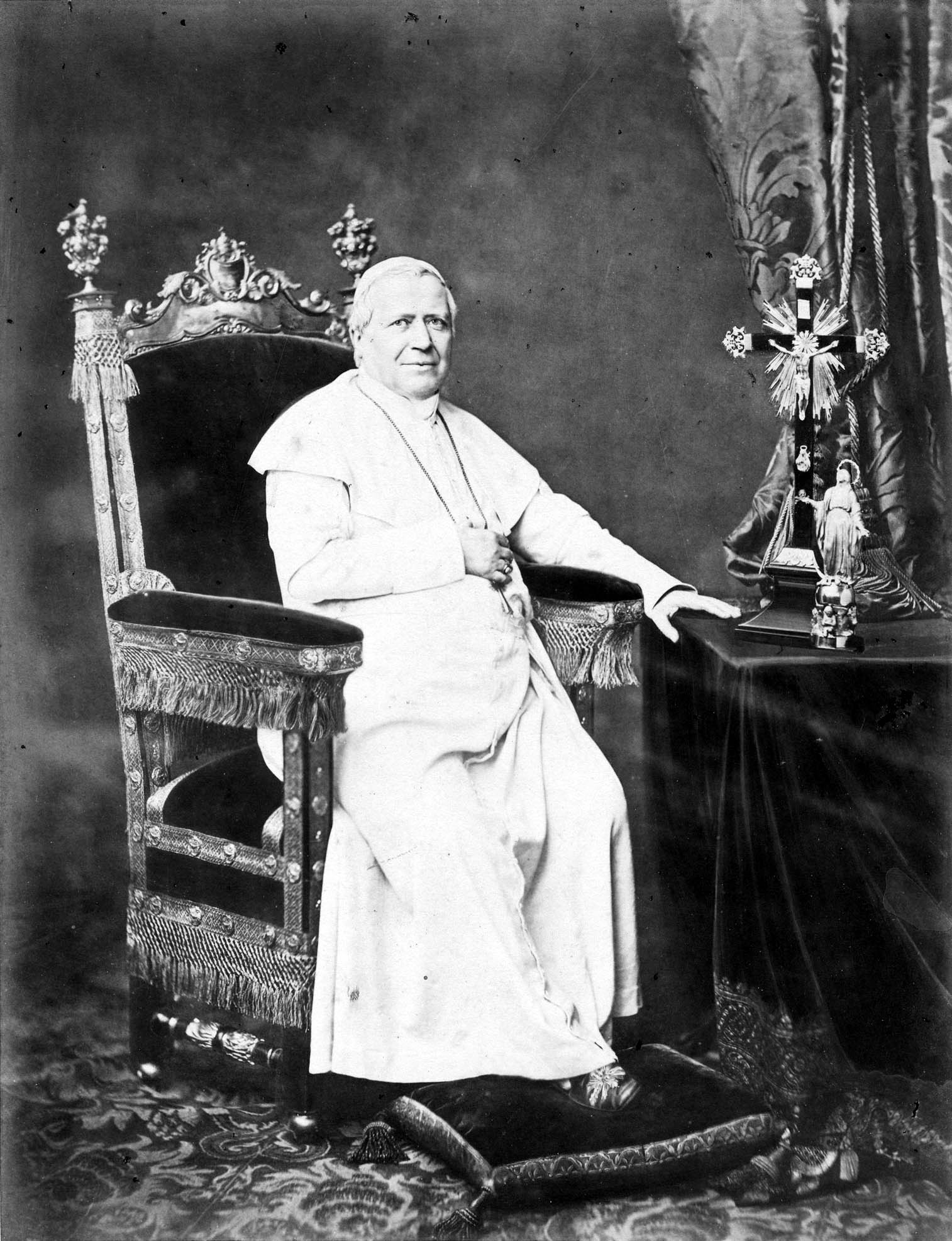
Pío IX (1792-1878)

En el seno del carlismo surgió en 1888 el partido integrista, liderado por Ramón Nocedal, tras escindirse por desavenencias con el pretendiente carlista Carlos VII. El integrismo sostenía una visión aún más rígida de la unión entre Iglesia y Estado. Proponía un régimen teocrático donde toda legislación debía someterse al magisterio eclesiástico. Nocedal fue uno de los primeros políticos españoles en asumir el Syllabus Errorum (1864) de Pío IX como programa político. Como afirma Jordi Canal, el integrismo anticipó el catolicismo político ultramontano que florecería en el siglo xx.
A finales del siglo XIX, el historiador y filólogo Marcelino Menéndez Pelayo proporcionó una versión más erudita del tradicionalismo. En su obra Historia de los heterodoxos españoles (1880-1882), defendió que la esencia de la identidad española residía en la unidad religiosa católica, interrumpida solo por herejías importadas. Aunque no era carlista ni integrista, Menéndez Pelayo compartía con ellos el rechazo al liberalismo, al que veía como una ideología foránea y destructora del espíritu nacional. Para él, los enemigos del país eran la Reforma protestante, la Ilustración y el liberalismo.
Tras la muerte de Carlos VII y el declive del carlismo como fuerza insurreccional, surgió el mellismo, corriente liderada por Juan Vázquez de Mella, que se separó del pretendiente Jaime de Borbón en 1919. Los mellistas proponían una forma de tradicionalismo más “moderna” y realista, orientada a influir en la política parlamentaria. Vázquez de Mella defendía una monarquía descentralizada, una representación corporativa (no de partidos), y una comunidad orgánica guiada por los principios de la ley natural y la moral cristiana. Mella afirmaba que el Estado debía fomentar los cuerpos intermedios y garantizar la armonía de clases bajo el principio de subsidiariedad, con un Estado intervencionista en lo económico. No obstante, ante el avance del comunismo y la coyuntura de la época, los mellistas pidieron una «dictadura del orden» que pusiera fin al caos y la conflictividad social, anticipando el fascismo.
También el maurismo, movimiento surgido en la década de 1910 de la extrema derecha del partido conservador, compartía con el tradicionalismo su defensa del orden social, la autoridad y el catolicismo, aunque sin romper del todo con el sistema liberal. Si bien no era una corriente tradicionalista en sentido estricto, influyó en figuras que transitaron hacia posiciones tradicionalistas y ayudó a forjar una síntesis entre regeneracionismo conservador y pensamiento contrarrevolucionario. Esta convergencia se reflejó en la dictadura de Primo de Rivera (1923–1930), que recibió el apoyo de antiguos mauristas y de sectores tradicionalistas, y que adoptó un discurso antiliberal, católico y corporativista, influido por ideas de raíz tradicionalista sobre la autoridad, la unidad nacional y la crítica a la partitocracia.

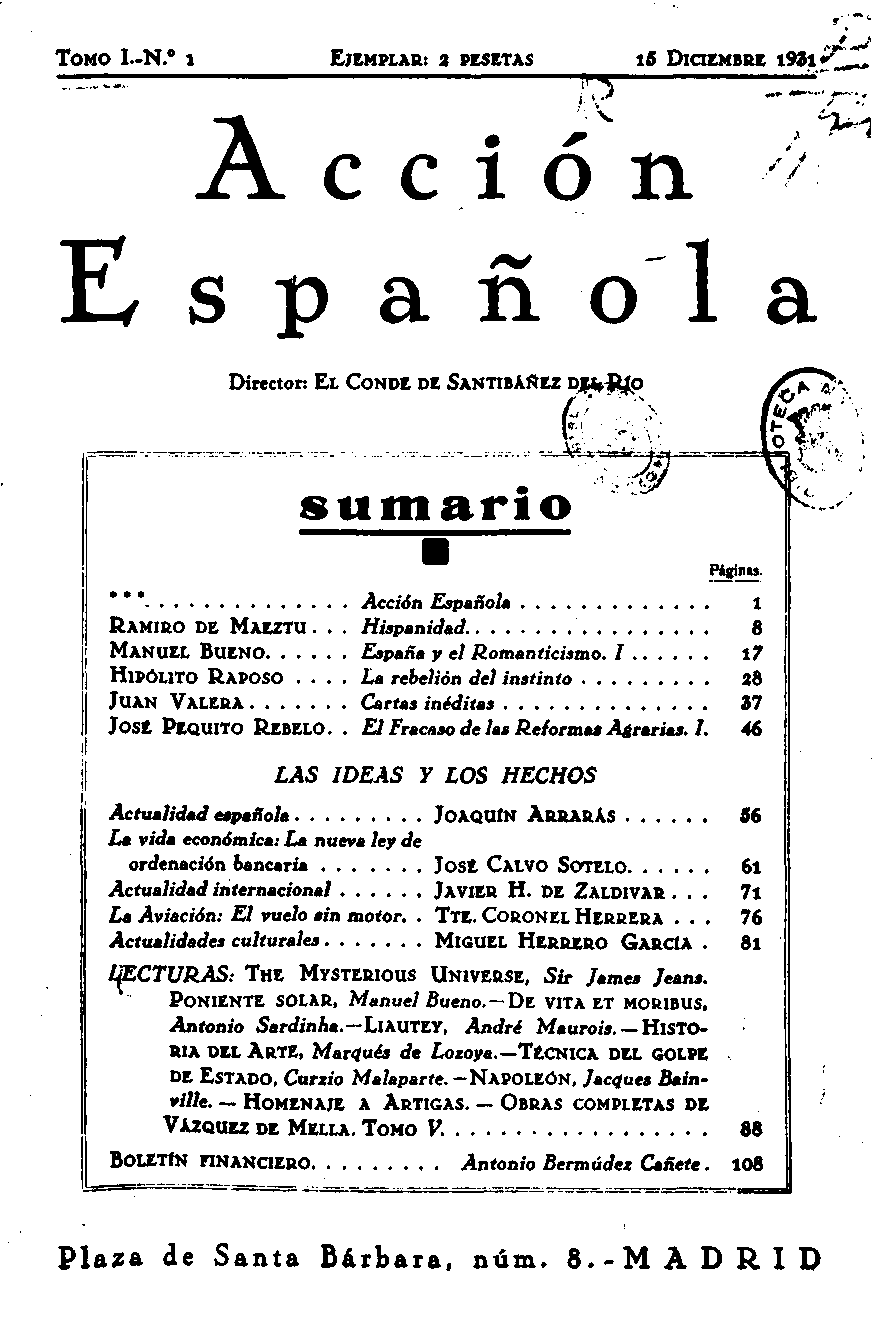
La revista Acción Española (1931-1936)

Durante la Segunda República, el tradicionalismo revivió con fuerza como respuesta al laicismo del régimen. En este contexto surgió Acción Española, una revista fundada en 1931 en torno a la cual se formó un grupo de intelectuales monárquicos que defendían una restauración de la monarquía autoritaria católica. Aunque la mayoría no eran carlistas en sentido estricto, compartían el núcleo doctrinal tradicionalista. Sus figuras clave fueron Ramiro de Maeztu, Eugenio Vegas Latapie y Pedro Sainz Rodríguez. Influenciados por Charles Maurras y el integralismo francés, estos autores promovían el nacionalismo católico, la restauración de una España imperial y el rechazo del parlamentarismo liberal.
Acción Española jugó un papel importante en el clima ideológico que precedió al franquismo, influyendo en algunos sectores del ejército sublevado. Ramiro de Maeztu, en particular, sintetizó el pensamiento tradicionalista en su obra Defensa de la Hispanidad (1934), donde exaltaba el catolicismo como rasgo definitorio de la cultura hispana y denunciaba los males del relativismo moderno. Otra de sus figuras, Víctor Pradera, publicó El Estado Nuevo (1935), inspirándose en el Estado de los Reyes Católicos.
Con la victoria franquista en la Guerra Civil, muchos pensadores y militantes tradicionalistas vieron la oportunidad de aplicar su visión del orden político. Sin embargo, el franquismo era una síntesis de varias corrientes autoritarias, incluyendo falangistas, monárquicos, católicos y tradicionalistas. El Movimiento Nacional (oficialmente Falange Española Tradicionalista y de las JONS) incorporó elementos del tradicionalismo, en lo que se conoció posteriormente como nacionalcatolicismo. El régimen del general Franco definió a España como una «monarquía tradicional, católica, social y representativa» (aunque sin rey), afirmó tener «como timbre de honor el acatamiento a la Ley de Dios» y estableció unas Cortes orgánicas. No obstante, su carácter inicialmente totalitario y su relación con la Falange generaron tensiones con los tradicionalistas puros, especialmente los carlistas.
El tradicionalismo español ha sido una corriente variada y compleja, con manifestaciones doctrinales que van desde el integrismo teocrático hasta formas más pragmáticas y parlamentarias como el mellismo. Sus puntos comunes han sido la defensa de la religión católica como fundamento del orden político, la monarquía pura, el rechazo del liberalismo y el valor de la tradición española. Lejos de ser un mero conservadurismo, el tradicionalismo español ha ofrecido una cosmovisión completa, contrapuesta al proyecto de la modernidad ilustrada.
Actualmente el tradicionalismo conserva algunos seguidores, especialmente en grupos carlistas minoritarios y círculos académicos. Su legado se encuentra más en el pensamiento que en la política práctica, pero sigue siendo objeto de estudio como una de las ideologías más persistentes de la historia contemporánea española.
En nuestros días se formula el tradicionalismo como opuesto a todas las ideologías modernas por considerarlas contrarias a los dogmas de la fe católica —todos estos sistemas han sido condenados por la Iglesia católica en algún momento de su historia— y a los principios fundamentales del pensamiento tradicional, cuyas bases han sido puestas por Aristóteles, San Agustín, Santo Tomás de Aquino (tomismo), etc. Por eso, los tradicionalistas rechazan, entre otras, las ideologías del liberalismo, capitalismo, anarquismo, marxismo, socialismo, comunismo, fascismo, nazismo, anarcocapitalismo, etc., y no admiten ser adscritos a la izquierda, al centro o a la derecha en el panorama político moderno, pues se oponen a él frontalmente en todas sus formas.

## Pensadores tradicionalistas españoles

### SigloXIX

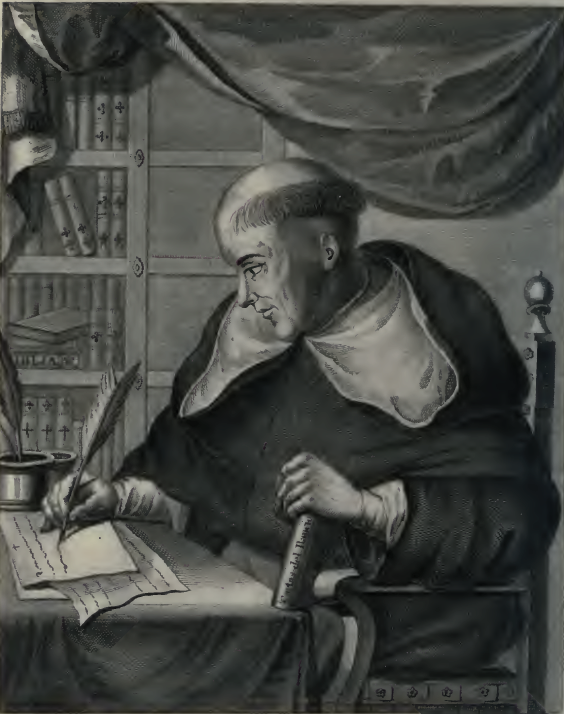
Fr. Francisco Alvarado, conocido como «el Filósofo Rancio».

Los pensadores contrarrevolucionarios más señalados de principios del siglo XIX, totalmente opuestos a la Constitución española de 1812, fueron Pedro de Inguanzo, Rafael de Vélez y Francisco Alvarado «el Filósofo Rancio», así como el obispo Raimundo Strauch.
Pese a la vinculación del pensamiento contrarrevolucionario con el carlismo, tras el convenio de Vergara y durante el reinado de Isabel II, en que el carlismo estuvo proscrito, la idea tradicionalista se expresaría también al margen de la cuestión dinástica (grupo conocido peyorativamente como «neocatólicos»), destacando Jaime Balmes y Juan Donoso Cortés como sus principales teóricos.

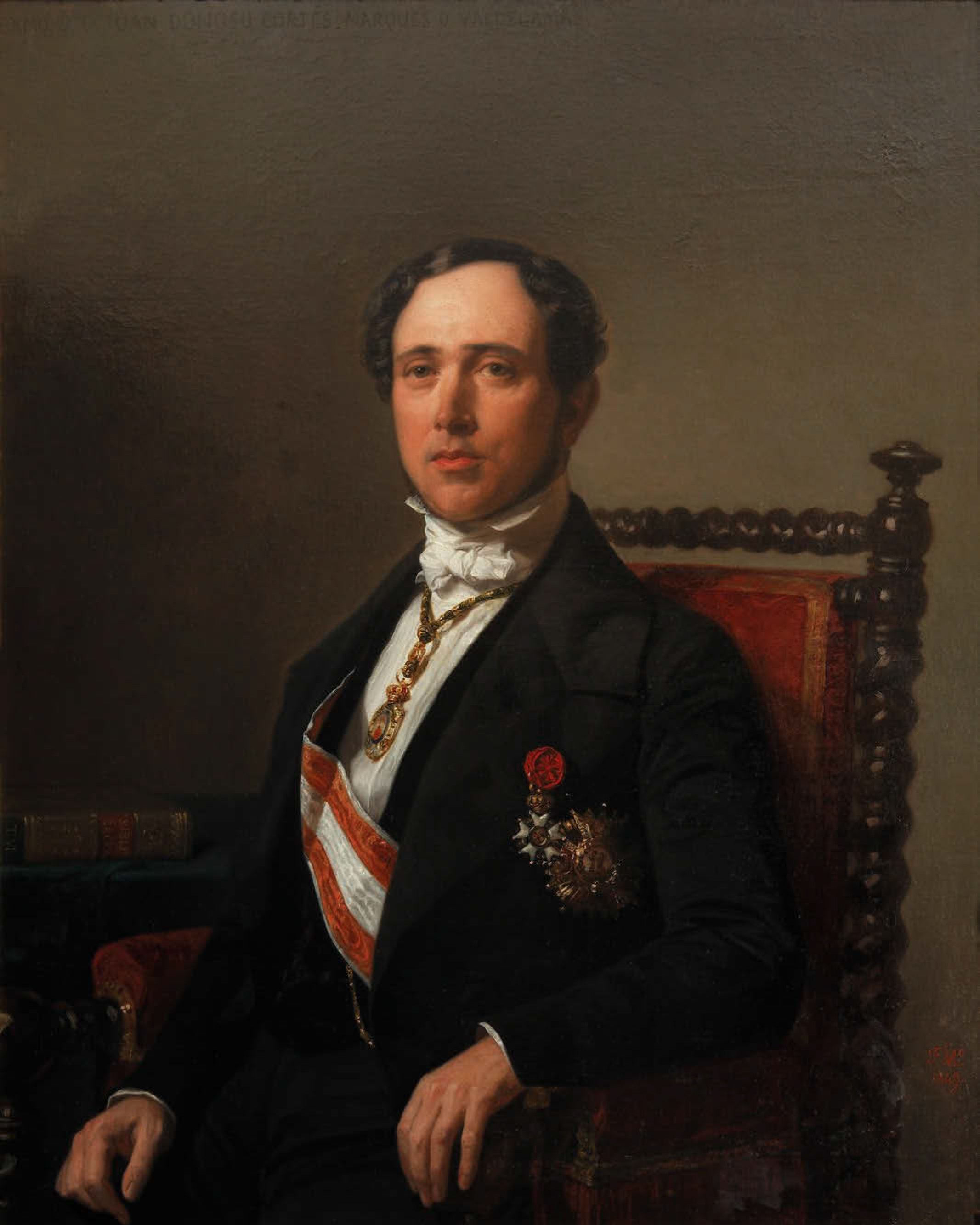
Juan Donoso Cortés, considerado junto con Jaime Balmes uno de los pensadores tradicionalistas más brillantes del.

Según Alexandra Wilhelmsen, los primeros pensadores propiamente carlistas fueron los clérigos Vicente Pou, Magín Ferrer, Atilano Melguizo y Félix Lázaro García, así como el periodista Pedro de la Hoz, director del diario La Esperanza.
Tras la revolución de 1868, que desencadenó el gran resurgimiento del carlismo, Antonio Aparisi y Guijarro sería uno de los más íntimos colaboradores del pretendiente Carlos VII, al que ayudó a redactar su primera exposición doctrinal, la Carta-Manifiesto a mi hermano Alfonso. Durante el Sexenio Revolucionario también asesoraron a Don Carlos pensadores como Antonio Juan de Vildósola, Vicente de la Hoz, Gabino Tejado, Francisco Navarro Villoslada y Bienvenido Comín.
Dentro del tradicionalismo integrista, fueron pensadores destacados el sacerdote Félix Sardá y Salvany, Francisco Mateos Gago, Juan Manuel Ortí y Lara y Ramón Nocedal, fundador este último del Partido Integrista y director del diario El Siglo Futuro.

### SigloXX

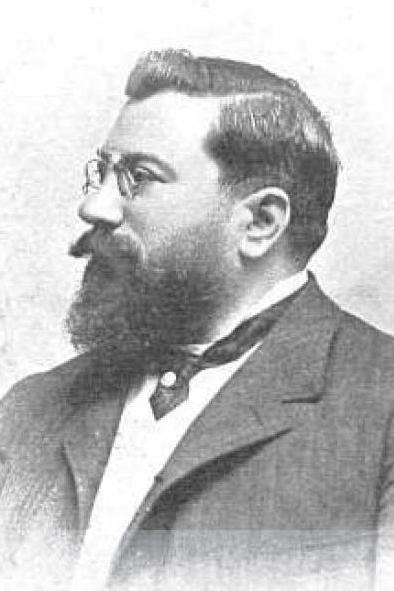
Juan Vázquez de Mella.

Juan Vázquez de Mella, apodado «el Verbo de la Tradición», se convertiría a principios del siglo XX en el ideólogo por antonomasia del carlismo. Su obra quedó reflejada en sus discursos, pronunciados generalmente en las Cortes, y en sus artículos publicados en El Correo Español y otros periódicos tradicionalistas. Otros autores carlistas señalados de la Restauración fueron Luis María de Llauder, Leandro Herrero, Benigno Bolaños, Miguel Fernández Peñaflor, Manuel Polo y Peyrolón, Enrique Gil Robles, José Roca y Ponsa y Luis Hernando de Larramendi, entre otros.
El político y ensayista Gonzalo Fernández de la Mora cuestionó en 1981 que «tradicionalismo» en España fuese exactamente lo mismo que «carlismo», poniendo como ejemplo de pensador tradicionalista de la Restauración al polígrafo Marcelino Menéndez Pelayo, de adscripción pidalina, y, durante la Segunda República, a Ramiro de Maeztu y el grupo de la revista Acción Española, vinculado al partido antiliberal alfonsino Renovación Española, si bien algunos de los redactores de la revista, como Víctor Pradera y Emilio Ruiz Muñoz, militaron en la Comunión Tradicionalista.
El P. Joachim Fernández expone como principales teóricos de la doctrina tradicionalista bajo el aspecto sociológico a Balmes y Aparisi y Guijarro y, en el aspecto teológico, a Donoso Cortés y Juan Vázquez de Mella, cada uno de los cuales desarrolló una doctrina positiva y una crítica del liberalismo y del socialismo, aportando también soluciones a la cuestión social de su tiempo.

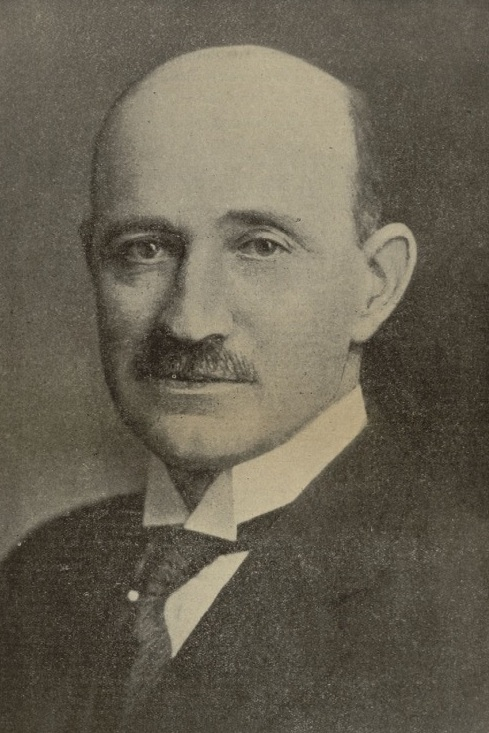
Víctor Pradera (1872-1936)

Por su parte, José Manuel Cuenca Toribio señala a Donoso, Aparisi y Guijarro, Vázquez de Mella y Víctor Pradera como los nombres más importantes en la conformación del pensamiento contrarrevolucionario en España, si bien sostiene que serían autores como Inguanzo, Vélez, Sardá y Salvany o Castro Albarrán los que hallasen más eco e influencia en el país.
Dentro del campo estrictamente carlista, durante la década de 1930 destacaron pensadores como Víctor Pradera y Marcial Solana y, en la segunda mitad del siglo XX, autores como Francisco Elías de Tejada, Rafael Gambra y Álvaro d'Ors.
Según Alberto Ruiz de Galarreta («Aurelio de Gregorio»), redactor de la revista católica pamplonesa Siempre p'alante, durante el franquismo los carlistas Luis Hernando de Larramendi, Marcial Solana, Luis Ortiz y Estrada, Manuel Fal Conde, Francisco Elías de Tejada, Rafael Gambra, Jaime de Carlos, Melchor Ferrer y otros cuyos trabajos fueron editados desde Sevilla por Ediciones Montejurra, estudiaron el «auténtico pensamiento político tradicionalista español», que no sería el del Antiguo Régimen, sino el del régimen inmediatamente precedente a este.

### SigloXXI
En opinión de Galarreta, en la década de 2010 destacaban en el tradicionalismo los epígonos del profesor Elías de Tejada, acaudillados por Miguel Ayuso y los hermanos Andrés y José Miguel Gambra.
Ayuso es también continuador del equipo intelectual tradicionalista, aunque no adscrito al carlismo, que se formó en los años 60 en torno a la revista Verbo, del que formaban parte, entre otros, Eugenio Vegas Latapié, Juan Vallet de Goytisolo y Francisco Canals Vidal.
El filósofo y escritor catalán Javier Barraycoa, vinculado al carlismo desde su juventud y discípulo de Canals, sería otro ejemplo destacado. 
Desde una postura menos mediatizada por la herencia política carlista, podría considerarse también como integrante de esta escuela de pensamiento al escritor Juan Manuel de Prada.